# ماركو موردينتي
ماركو موردينتي (بالإيطالية: Marco Mordente)‏ مواليد 7 يناير 1979 في تيرامو، إيطاليا، هو لاعب كرة سلة إيطالي بدأ مسيرته الاحترافية في سنة 1996 يلعب في ليغا باسكيت الدرجة الأولى.

## فرق لعب لها
- أولمبيا ميلانو
- بالاكانسترو ريجيانا
- فيرتوس روما
- يوفي كازيرتا باسكت

## الميداليات
| الميدالية | المسابقة                        |
| --------- | ------------------------------- |
| ذهبية     | ألعاب البحر الأبيض المتوسط 2005 |

## روابط خارجية
- ماركو موردينتي على موقع الاتحاد الدولي لكرة السلة (الإنجليزية)
- ماركو موردينتي على موقع الدوري الأوروبي لكرة السلة (الإنجليزية)
- ماركو موردينتي على موقع كرة السلة الأوروبية.كوم (الإنجليزية)
- ماركو موردينتي على موقع ريلجم (الإنجليزية)
- ماركو موردينتي على موقع بروبوليرز (الإنجليزية)
- ماركو موردينتي على موقع سبورتس رفرنس (الإنجليزية)